# Antonino Morana
Antonino Morana (Modica, 16 giugno 1824 – Noto, 18 agosto 1879) è stato un vescovo cattolico italiano.

## Biografia

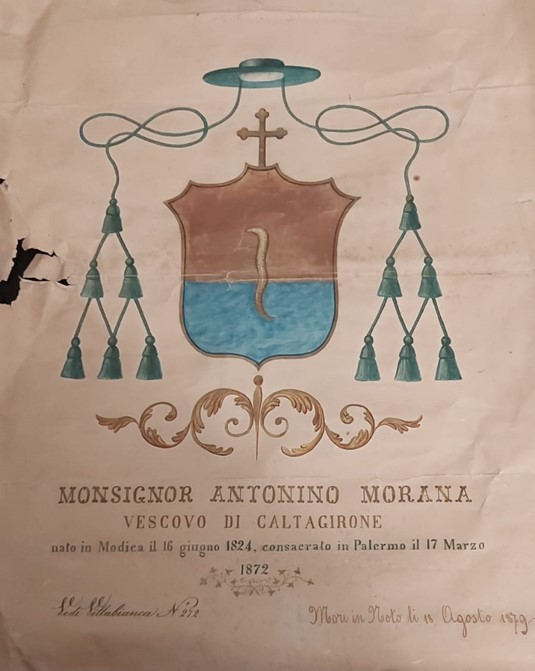
Stemma ecclesiastico del vescovo Antonino Morana

Fu ordinato presbitero il 17 marzo 1848.
Nel 1867 la diocesi di Caltagirone rimase vacante per il trasferimento di mons. Natoli all'arcidiocesi di Messina; la sede vacante si protrasse per i tentativi del governo liberale di intervenire nella nomina dei vescovi, che era soggetta all'exequatur e alla pretesa di subentrare nel regio patronato ai precedenti monarchi, ossia di godere del diritto di presentazione dei vescovi. Dopo la frattura tra Chiesa e Stato con la presa di Porta Pia del 20 settembre 1870, la Santa Sede rifiutò di concordare le nomine dei vescovi e fra il 1871 e il 1872 procedette a nomine unilaterali per le diocesi siciliane. Antonino Morana fu nominato vescovo di Caltagirone da papa Pio IX il 23 febbraio 1872; ricevette l'ordinazione episcopale il 17 marzo seguente nella cattedrale di Palermo dal futuro cardinale Michelangelo Celesia, arcivescovo metropolita di Palermo, coconsacranti Ruggero Blundo, vescovo di Cefalù, e Giovanni Cirino, vescovo ausiliare di Palermo.
Prese possesso per procura della diocesi il 18 marzo 1872; di fatto entrò in diocesi solo il successivo 19 maggio. Ancora nel 1875 non aveva ricevuto l'exequatur e pertanto aveva ricevuto l’ingiunzione di lasciare il palazzo episcopale. Un'eventuale resistenza avrebbe potuto comportare non solo l'uso della forza, ma anche l'allontanamento coatto dalla diocesi e l'affidamento della diocesi a un vicario capitolare.
Morì il 18 agosto 1879 a Noto; fu sepolto nella cappella che fu del seminario vescovile, in San Giovanni (ex eremo di San Giovanni La Lardia, sulla SS 287 Noto-Palazzolo), e ora del Monastero delle Carmelitane, a Noto.

## Genealogia episcopale
La genealogia episcopale è:
- Cardinale Scipione Rebiba
- Cardinale Giulio Antonio Santori
- Cardinale Girolamo Bernerio, O.P.
- Arcivescovo Galeazzo Sanvitale
- Cardinale Ludovico Ludovisi
- Cardinale Luigi Caetani
- Cardinale Ulderico Carpegna
- Cardinale Paluzzo Paluzzi Altieri degli Albertoni
- Papa Benedetto XIII
- Papa Benedetto XIV
- Papa Clemente XIII
- Cardinale Marcantonio Colonna
- Cardinale Giacinto Sigismondo Gerdil, B.
- Cardinale Giulio Maria della Somaglia
- Cardinale Luigi Lambruschini
- Cardinale Girolamo d'Andrea
- Cardinale Michelangelo Celesia, O.S.B.

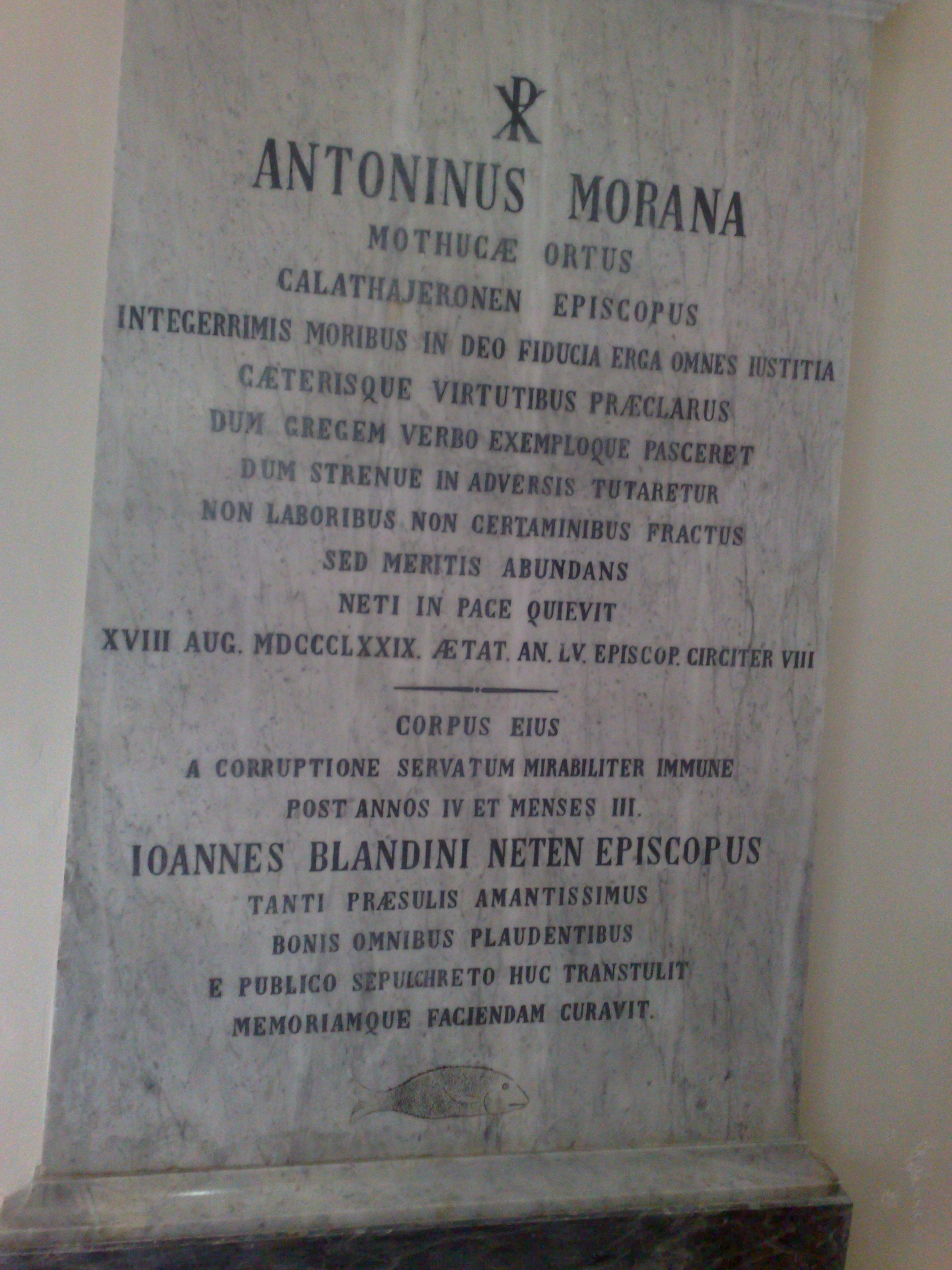
Il sepolcro del vescovo Antonino Morana

- Vescovo Antonino Morana